# 超回復
超回復（ちょうかいふく、supercompensation ）とは、スポーツ科学の理論において、トレーニングした部位の機能および限界に関して、トレーニング後の一定の期間、トレーニング前よりも高いパフォーマンス能力を獲得することを言う。

## 概要

体力レベルのグラフ。トレーニング前、トレーニング中、回復期間、そして超回復

トレーニングする時の人間の体力は4つのレベルに分けられる。すなわち、トレーニング前、トレーニング中、回復期間、そして「超回復」期間である。
トレーニング前の状態では、トレーニングの対象となる部位は基礎レベルの体力を持っている(グラフの最初の期間で示される)。トレーニングを行うと、トレーニングを行った部位の体力レベルは下がる（グラフの2番目の期間で示される）。トレーニング後、体は回復期間に入り、体力は基礎レベルにまで増加していく（グラフの3番目の期間で示される）。人体の調整機能により、次のトレーニングを見越してもっと高い体力を持つ必要性を、人体の組織は自ら理解するので、人間の体力は基礎レベルに達しても回復が終わらず、さらに増加する。その時点から、人間の体力は基礎レベルを超えた「超回復」の期間に入る（グラフの4番目の期間で示される）。続けてトレーニングを行わないと、人間の体力は次第に基礎レベルに落ちていく（グラフの最後の期間で示される）。この理論はロシアの科学者であるNikolai N. Yakovlev (1911–1992)が1949年から1959年の間に示したもので、運動競技のトレーニングの基礎理論となっている。
回復期間中に次のトレーニングが行われると、オーバートレーニングが発生する可能性がある。超回復期間中に次のトレーニングが行われると、体力はさらに高いレベルへと進む。次のワークアウトが超回復期間が終わった後に行われた場合、体力は基礎レベルからやり直しとなる。
トレーニングを組み合わせることもできる。たとえば、回復期間中に意図的にいくつかのトレーニングを行って、より大きな超回復効果を達成することがある。

## 超回復とトレーニングプログラムとの関係

「超回復の異時性」のグラフ。例えば筋肉中のグリコーゲンの量など、それぞれの要素（パラメーター）によって、トレーニング後の疲労からの回復にかかる期間と、超回復の期間は違う。なお腱や骨が損傷した時は筋肉よりも回復に長い時間がかかる

効果的なトレーニングプログラムの作成はまったく簡単に思えるかもしれない。必要なのは、強度レベルと、超回復期間に到達するまでにかかる時間を決定することだけである。事前に決められた強度レベルでトレーニングを行い、その後は超回復に必要とされる休息期間に従って次のワークアウトの時まで休む、と言うのを続ければよい。
ただし、トレーニングは多くの異なる身体部位やパラメーターに影響を与えるため、現実はさらに複雑になる。体のそれぞれの部位およびパラメーターは、回復のために必要な時間も異なり、超回復のピークに達するために必要な時間も異なり、また超回復のピークから基礎体力に戻るまでの時間も異なっている。
先に述べた部位とパラメータは基本的なものでしかなく、実際の筋力と筋肉量は様々なパラメータの複合である。中でも、筋肉量とはたくさんの単純なパラメータが複合された物と言える。一例を挙げると、筋肉内のグリコーゲンの量は、筋肉量に影響を与える基本的なパラメータの一つである。

## 超回復の実践
古典的なスポーツ科学においては、1年間（場合によっては複数年）をマイクロサイクルとマクロサイクルに分けて考える。各マイクロサイクルにおいては特定の（場合によっては複数の）部位およびパラメーターを機能向上させる基礎トレーニングが行われ、マクロサイクルにおいては複合的な部位およびパラメーター群（筋力など）の機能向上が行われる。
各マイクロサイクルにおいて、休息期間は、現在トレーニングしている部位およびパラメータが超回復の段階まで到達するまでに必要となるのと同じ期間が設けられる（その期間中、メイン部位の回復に悪影響を与えるようなことは何もしてはならない）。このようなトレーニング方法は、向上させる部位およびパラメーターが相互に関連していない場合にのみ機能するが、残念ながら、筋力と筋肉量においては、各部位およびパラメーターが複雑に関連しているため、これは当てはまらない。したがって、筋力と筋肉量を向上させるためには異なるアプローチが必要となる。
トレーニングサイクル中、トレーニングの強度と量を変化させ、トレーニングの波を重層的に積み重ねることで、マイクロサイクルの最後まで、身体部位において要求される超回復が達成される。

## 参照
1. ↑  “Defining supercompensation training”. human-kinetics (2009年3月9日). 2020年6月3日閲覧。
2. ↑  Viru, Atko (April 17, 2002). “Early contributions of Russian stress and exercise physiologists”. Journal of Applied Physiology 92 (4):  1378–1382. doi:10.1152/japplphysiol.00435.2001. PMID 11896000.
3. ↑  Marrier, Bruno; Robineau, Julien; Piscione, Julien; Lacome, Mathieu; Peeters, Alexis; Hausswirth, Christophe; Morin, Jean-Benoît; Meur, Yann Le (2017-01-25). “Supercompensation Kinetics of Physical Qualities During a Taper in Team Sport Athletes”. International Journal of Sports Physiology and Performance 12 (9):  1163–1169. doi:10.1123/ijspp.2016-0607. ISSN 1555-0265. PMID 28121198.